# Бражніков Євген Миколайович
Бражніков (Бражников) Євген Миколайович (нар. 19.09.1979, Комсомольське, Кальміуський район, Донецька область, УРСР) — український колаборант у Російсько-українській війні. В минулому — оперуповноважений в управлінні карного розшуку МВС України у Донецькій області.
Звинувачується в тому, що після окупації частини Донбасу військами Росії він знущався з українських в'язнів у донецькій спецв'язниці «Ізоляція». Друг російського військового злочинця Ігоря Гіркіна та проросійського пропагандиста Анатолія Шарія. Колишній капітан міліції України.

## Біографія

### Ранні роки, початок кар'єри
Народився 19 вересня 1979 року в Комсомольському, нині Кальміуське. У травні 2002 року почав працювати в органах МВС України. 2007 року став оперуповноваженим відділу розкриття злочинів проти особи управління карного розшуку ГУ МВСУ.
2009 року, під час реструктуризації карного розшуку в Донецькій області, Бражніков, на той момент капітан міліції, атестацію не пройшов. Його понизили й призначили оперуповноваженим у Ясинуватій, передмісті Донецька. Бражников оскаржив це рішення в суді й виграв — наказ про призначення скасували. Але до свого попереднього відділу він не потрапив, а 2010 року звільнився з органів.

### 2013—2015
Революцію гідності Бражников не підтримав, 2014 року долучився до «русскої весни», допомагав проросійським силам, брав участь у мітингах, нападав на учасників проукраїнських акцій.
26 травня 2014 року Бражніков зі зброєю облаштував вогневу позицію навпроти позицій ЗСУ. Під час боїв за Слов'янськ 2014 року Бражников діставав бойовикам снайперські та коліматорні приціли, тепловізори.
2015 році Бражников очолив службу безпеки одного з донецьких заводів, а 2016 року його затримали співробітники так званого «МДБ ДНР» за підозрами в підготовці диверсій за завданням українських спецслужб. На думку «міліціянтів» ДНР, він планував переворот проти російської окупаційної влади в Донецьку. За два роки справа звелася до криміналу, у 2018 року Бражникова визнали винним у незаконному зберіганні зброї та засудили на 8 років. Ще до вироку його помістили в «Ізоляцію».

### 2016—2021
У 2016 році Бражніков був заступником директора з безпеки Донецького енергозаводу під владою так званої ДНР.
У березні 2020 року Бражнікову повідомили про підозру в участі у терористичній групі та порушення законів і звичаїв війни. Він під час перебування в полоні ОРДЛО знущався з інших захоплених росіянами українців. 1 березня 2020 року Станіслав Асєєв, якого звільнили з полону в ОРДЛО за обміном 29 грудня 2019 року, заявив, що Бражніков, звільнений того ж дня, знущався з українських в'язнів у спецв'язниці «Ізоляція». Ці дані підтвердили й інші колишні в'язні ДНР. Слідство встановило, що Бражников за наказом адміністрації бив щонайменше дев'ятьох полонених, серед яких були Асєєв і Станіслав Печонкін. За даними слідства, Бражников бив людей пластиковою трубою, обливав водою, примушував по кілька днів стояти біля стіни в білизні з піднятими руками, забороняв їсти та пити, бив людей по руках, голові, нирках, статевих органах.
Після звільнення Бражніков отримав підозру в катуванні співвітчизників, але кілька разів не з'являся до суду. Бражніков був правою рукою Куликовського («Палича»), брав участь у катуваннях інших в'язнів, завдяки чому міг вільно пересуватися в'язницею, мав привілеї від адміністрації. Після обміну працював таксистом у Києві.

### З 2021
У січні 2021 року Бражников заявляв, що був жертвою в «Ізоляції» і отримував погрози в Україні. Також він заявив, що в «Ізоляції» були хороші умови, там давали червону ікру, шампанське і щодня — мінеральну воду.
2021 року Бражніков виїхав з України до Франції, де попросив притулку. Про це спершу заявив його адвокат Віталій Гончаров, а згодом ці дані підтвердив і сам Бражніков, сказавши, що «не відчуває себе в безпеці» в Україні.
У січні 2022 року Оболонський суд Києва дозволив оголосити Бражнікова у міжнародний розшук та затримати. Але станом на 2023 рік в міжнародний розшук його так і не оголосили.
2024 року, за даними Станіслава Асєєва, справу Бражнікова щодо знущань з українських в'язнів у «Ізоляції» мали передати для розгляду до Франції.